# Michelle Niederwieser
Michelle Niederwieser (* 16. Juni 1999 in Bregenz) ist eine ehemalige österreichische Skirennläuferin. Sie war auf die Disziplinen Abfahrt und Super-G spezialisiert. Sie gehörte in der Saison 2023/24 dem Ski Austria A-Kader an.

## Karriere
Niederwieser wuchs in Buch in Vorarlberg auf und begann im Alter von 2,5 Jahre mit dem Skifahren. Nach dem Besuch der Skihauptschule Schruns wechselte sie an die Skihandelsschule in Stams. Ihr internationales Renndebüt feierte sie am 12. Dezember 2015 beim FIS Riesenslalom von Sankt Lambrecht. Ein Jahr später erlitt Niederwieser ihre erste schwerere Verletzung, bei einem Trainingssturz in Sölden brach sie sich das Schien- und Wadenbein.
2018 trat sie bei ihrem ersten internationalen Großereignis an. Bei den Juniorenweltmeisterschaften in Davos gelang ihr mit Rang 8 in der Kombination ein Top 10 Ergebnis.
Im November 2020 zog sich Niederwieser einen Kreuzbandriss des Linken Knies, wenige Monate später einen Knorpelschaden im rechten Knie.
Am 16. Dezember 2023 gab Niederwieser ihr Weltcupdebüt bei der Abfahrt von Val-d’Isère und gewann mit Platz 23 auf Anhieb ihre ersten Weltcuppunkte. Die Saison musste sie jedoch nach einem Sturz und einer daraus resultierenden Knochenprellung vorzeitig beenden.
Am 1. April 2025 gab sie via Instagram ihr Karriereende bekannt.

## Erfolge

### Weltcup
- 2 Platzierungen unter den besten 30

### Weltcupwertungen
| Saison  | Gesamt | Gesamt | Abfahrt | Abfahrt | Super-G | Super-G |
| Saison  | Platz  | Punkte | Platz   | Punkte  | Platz   | Punkte  |
| ------- | ------ | ------ | ------- | ------- | ------- | ------- |
| 2023/24 | 104.   | 19     | 37.     | 17      | 56.     | 2       |

### Juniorenweltmeisterschaften
- Davos 2018: 8. Alpine Kombination, 11. Super-G, 15. Slalom, 22. Riesenslalom
- Narvik 2020: 11. Alpine Kombination, 23. Super-G, 38. Riesenslalom

### Europacup
- Saison 2022/23: 2. Super-G Wertung, 8. Gesamtwertung, 13. Abfahrtswertung
- 5 Podestplätze, davon ein Sieg

| Datum            | Ort        | Land                    | Disziplin |
| ---------------- | ---------- | ----------------------- | --------- |
| 13. Februar 2023 | Bjelašnica | Bosnien und Herzegowina | Super-G   |

### Weitere Erfolge
- 6 Siege bei FIS-Rennen